# Alps Marítims (serralada)
Els Alps Marítims són una serralada a la regió sud-oest dels Alps. Formen la frontera entre el departament francès dels Alps Marítims (a la regió de Provença-Alps-Costa Blava) i la província italiana de Cuneo. S'estenen igualment sobre els Alps de l'Alta Provença, el Piemont i Ligúria.

## Classificació
Els Alps Marítims en les diferents classificacions no han mantingut sempre la mateixa extensió.
Segons la partició dels Alps de l'any 1926, els Alps Marítims formen una secció dels Alps Occidentals i comprenen també els Alps Lígurs. Se subdividien, a més a més, en els dos grups següen:
- Alps Lígurs
- Alps del Var

Segons la SOIUSA de l'any 2005, els Alps Marítims són una subsecció alpina amb aquesta classificació:
- Gran part = Alps Occidentals
- Gran sector = Alps del Sud-oest
- Secció = Alps Marítims i Prealps niçards
- Subsecció = Alps Marítims
- Codi = I/A-2.I

## Delimitació
Els Alps Marítims limiten al nord amb els Alps Cotians, dels quals estan separats pel port de la Maddalena; a l'est limiten amb els Alps Lígurs; al sud amb els Prealps niçards; a l'oest amb els Alps de Provença, dels quals estan separats pel port d'Allos.

## Subdivisió

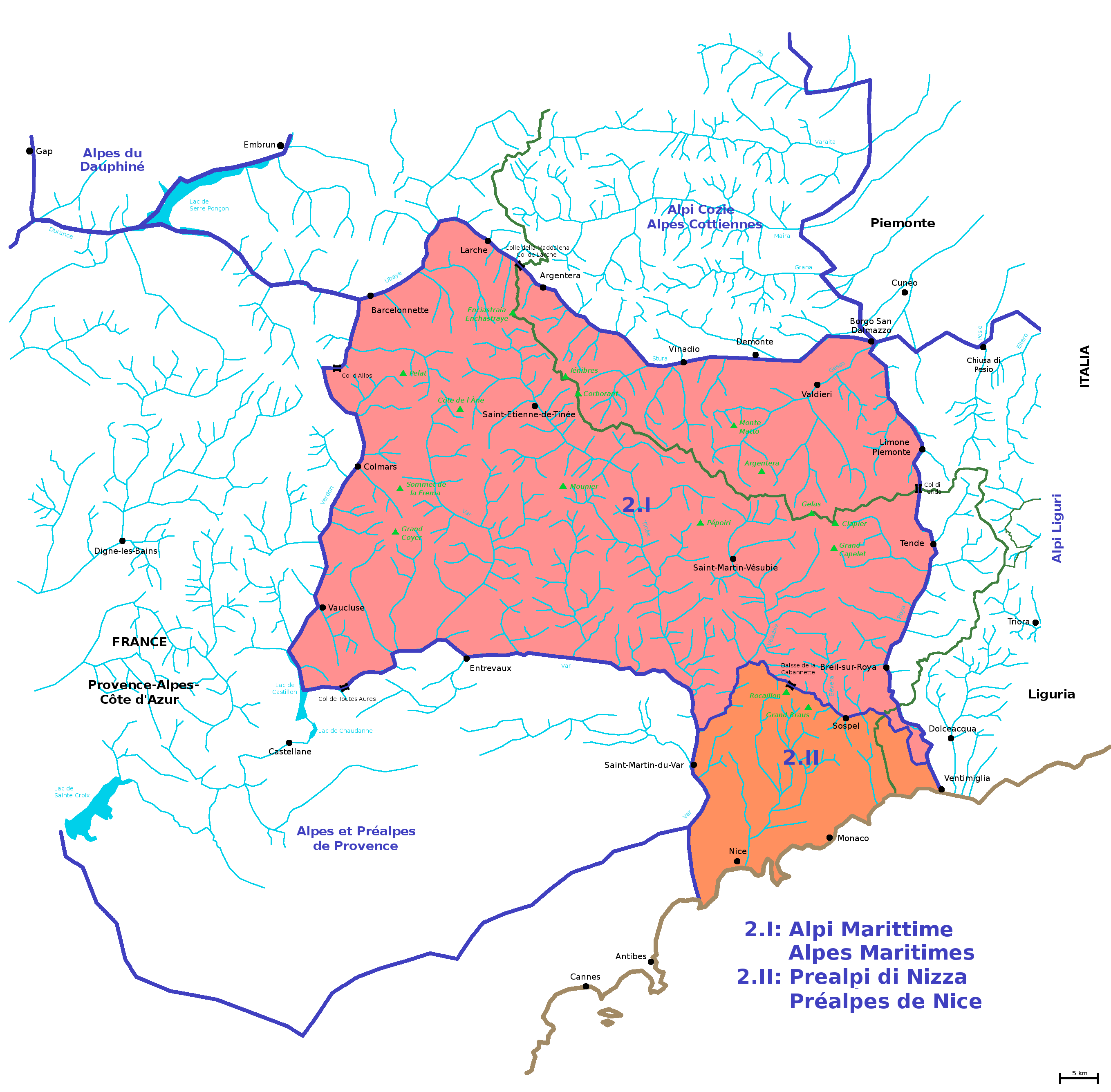
Mapa dels Alps Marítims a l'interior de la secció d'Alps Marítims i Prealps niçards

Segons les definicions de la SOIUSA, els Alps Marítims se subdivideixen en cinc supergrups, 18 grups i 46 subgrups:
- Grup Gelas-Grand Capelet (A)
  - Grup de la Rocca dell'Abisso (A.1)
    - Cresta de la Rocca dell'Abisso (A.1.a)
    - Costera Frisson-Bussaia (A.1.b)
    - Displuvi Castérine-Caramagne (A.1.c)

  - Nus de Vernasca (A.2)
    - Cresta Vernasca-llac dell'Agnel (A.2.a)
    - Costera de la muntanya Carbonè (A.2.b)
    - Contrafort de la Charnassère (A.2.c)

  - Costera Bast-Grand Capelet (A.3)
    - Cresta Lusiera-Ciamineias (A.3.a)
    - Nus del Bast (A.3.b)
    - Contrafort del llac Autier (A.3.c)
    - Costera del Grand Capelet (A.3.d)
    - Nus de Mont Bego (A.3.i)
    - Nus del Diavolo (A.3.f)
    - Nus de les Tre Comuni (A.3.g)

  - Grup del Gelas (A.4)
    - Grup Clapier-Maledia (A.4.a)
      - Nus de la muntanya Clapier (A.4.a/a)
      - Nus de la Maledia (A.4.a/b)

    - Nus del Gelas (A.4.b)
      - Cresta del Gelas (A.4.b/a)
      - Contrafort de la Siula (A.4.b/b)
      - Cresta de la Serra del Praiet (A.4.b/c)
      - Cresta de la Maura (A.4.b/d)
      - Costera de Mont Colomb (A.4.b/i)
      - Massís del Ponset (A.4.b/f)
      - Massís del Neiller (A.4.b/g)
      - Massís de Saint-Robert (A.4.b/h)
- Cadena L'Argentiera-Pépoiri-Matto (B)
  - Grup de Brocan (B.5)
    - Nus de l'Agnel (B.5.a)
      - Cresta de l'Agnel (B.5.a/a)
      - Contrafort Finistrèlas-Ciamberline (B.5.a/b)
      - Cresta de Tre Coulpes (B.5.a/c)
      - Costera de l'Agnellière (B.5.a/d)

    - Cadena Ghiliè-Brocan-Nasta (B.5.b)
      - Nus de Ghiliè (B.5.b/a)
      - Subgrup del Pelago (B.5.b/b)
      - Costera Brocan-Baus (B.5.b/c)
      - Grup de Nasta (B.5.b/d)
      - Grup del Mercantour (B.5.b/i)

  - Grup de l'Argentiera (B.6)
    - Massís de l'Argentiera (B.6.a)
      - Serra de l'Argentiera (B.6.a/a)
      - Contrafort Cim Gènova-Mare di Dio (B.6.a/b)
      - Contrafort Corno Stella-Guide (B.6.a/c)

    - Cadena de l'Oriol (B.6.b)
      - Costera del Cim dell'Oriol (B.6.b/a)
      - Subgrup de l'Asta (B.6.b/b)

  - Grup Pagarì di Salèse-Pépoiri (B.7)
    - Nus de Pagarì di Salèse (B.7.a)
    - Cadena Pépoiri-Giraud-Tournairet (B.7.b)
      - Cadena Pépoiri-Giraud (B.7.b/a)
      - Cadena Chalance-Tournairet (B.7.b/b)

  - Grup Bresses-Prefouns-Claus (B.8)
    - Nus de Bresses (B.8.a)
    - Grup de Prefouns (B.8.b)
      - Massís de Tablasses (B.8.b/a)
      - Massís de Prefouns (B.8.b/b)
      - Subgrup del Giegn (B.8.b/c)
      - Grup del Mont Saint-Sauveur (B.8.b/d)

  - Grup Malinvern-Matto-Lombarda (B.9)
    - Grup Testa Malinvern-Monte Matto (B.9.a)
      - Nus della Testa di Malinvern (B.9.a/a)
      - Nus de la muntanya Matto (B.9.a/b)
      - Contrafort de la Gorgia Cagna (B.9.a/c)

    - Grup de la Lombarda (B.9.b)
      - Nus de la Lombarda (B.9.b/a)
      - Costera Orgials-Aver (B.9.b/b)
- Cadena Corborant-Tenibres-Enchastraia (C)
  - Grup Autaret-Corborant (C.10)
    - Grup Autaret-Lausfer (C.10.a)
      - Nus del Lausfer (C.10.a/a)
      - Costera Mouton-Steliere (C.10.a/b)
      - Nus de la Guercia (C.10.a/c)
      - Grup de l'Autaret (C.10.a/d)

    - Grup Collalunga-Corborant (C.10.b)
      - Nus de Collalunga (C.10.b/a)
      - Nus del Corborant (C.10.b/b)
      - Subgrup de les Chalanches (C.10.b/c)
      - Dorsal Gioffredo-Laroussa (C.10.b/d)

  - Grup del Tenibres (C.11)
    - Grup de l'Ischiator (C.11.a)
      - Nus de l'Ischiator p.d. (C.11.a/a)
      - Costera Rostagno-Costabella (C.11.a/b)
      - Costera de la Rocca Rossa (C.11.a/c)

    - Massís del Tenibres (C.11.b)
    - Nus de l'Ubac (C.11.c)
      - Cresta de l'Ubac (C.11.c/a)
      - Costera del Piz (C.11.c/b)

    - Nus Clai-Vens-Blancias (C.11.d)
      - Cresta Borgonio-Blancias (C.11.d/a)
      - Subgrup del Clai (C.11.d/b)
      - Costera Peiron-Rocca Verd (C.11.d/c)
      - Costera di Tortisse (C.11.d/d)

  - Grup Enchastraia-Siguret (C.12)
    - Grup de l'Enchastraia (C.12.a)
      - Grup Aiga-Pe Brun (C.12.a/a)
      - Nus de l'Enchastraia (C.12.a/b)

    - Cadena Siguret-Fer-Pelosa (C.12.b)
      - Grup de la Tête de la Pelosa (C.12.b/a)
      - Grup Tête de Siguret-Tête de Fer (C.12.b/b)

  - Massís Bonette-Mourre Haut-Chevalier (C.13)
    - Grup de la Bonette (C.13.a)
    - Grup Mourre Haut (C.13.b)
    - Grup del Chevalier (C.13.c)
- Cadena Côte de l'Ane-Mounier (D)
  - Grup de la Côte de l'Ane (D.14)
    - Nus de la Côte de l'Ane (D.14.a)
    - Cadena Bolofre-Pal (D.14.b)

  - Grup de la muntanya Mounier (D.15)
    - Nus de la muntanya Rougnous (D.15.a)
    - Nus de la muntanya Mounier (D.15.b)
    - Nus del Dôme de Barrot (D.15.c)
    - Nus de la Tête de Périal (D.15.d)
- Cadena Pelat-Frema-Grand Coyer (I).॥॥
  - Grup del Mont Pelat (I.16)
  - Grup de la Frema (I.17)
    - Nus de la Frema (I.17.a)
    - Cadena del Mont Saint Honorat (I.17.b)

  - Grup del Grand Coyer (I.18)
    - Cadena del Coyer (I.18.a)
    - Cadena Corradour-Puy de Rent-Chamatte (I.18.b)

### Cims

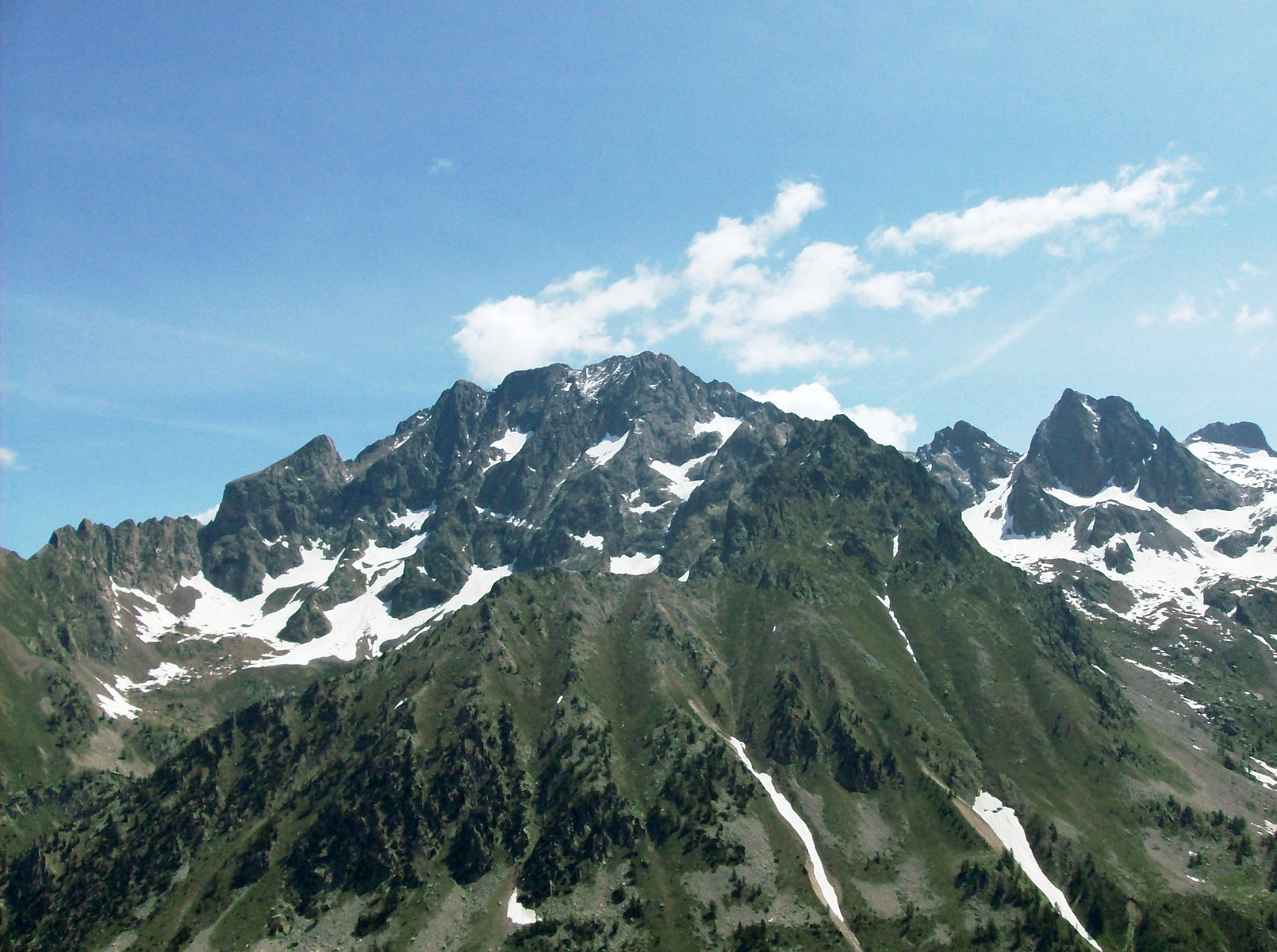
Massís de l'Argentiera

Les muntanyes principals dels Alps Marítims són:
- Mont Argentiera - 3.297 m
- Mont Stella - 3.262 m
- Mont Gelas - 3.143 m
- Cim de Nasta - 3.108 m
- Mont Matto - 3.097 m
- Baus - 3.072 m
- Cim Maledia - 3.061 m
- Cim de Brocan - 3.054 m
- Mont Pelat - 3.053 m
- Corno Stella - 3.050 m
- Il Bastione - 3.047 m
- Mont Clapier - 3.046 m
- Tête de Siguret - 3.032 m
- Mont Tenibres - 3.031 m
- Mont Cimet - 3.020 m
- Cim di Corborant - 3.010 m
- Rocca Valmiana - 3.006 m
- Becco Alto d'Ischiator o Grand Cimon de Rabuons - 2.998 m
- Rocca Rossa - 2.995 m
- Testa dell'Ubac - 2.991 m
- Claï Supérieur - 2.982 m
- Testa della Rovina - 2.981 m
- Rocca la Paur - 2.972 m
- Cim Las Blancias - 2.970 m
- Cim de Cessole - 2.960 m
- Mont Enchastraye - 2.955 m
- Cim di Vens Sud - 2.952 m
- Asta Soprana - 2.950 m
- Cim Oriol - 2.943 m
- Testa Malinvern - 2.939 m
- Caire dell'Agnel - 2.935 m
- Grand Capelet - 2.935 m
- Punta di Schiantalà - 2.931 m
- Cim dell'Agnel - 2.927 m
- Dente del Vallone - 2.927 m
- Cayres de Cougourde - 2.921 m
- Mont Chaminèyes - 2.921 m
- Cim Saint Robert - 2.917 m
- Cim Mondini - 2.915 m
- Pointe de la Côte de l'Ane - 2.915 m
- Becco Alto del Piz - 2.912 m
- Cim di Valrossa Nord - 2.909 m
- Testa del Claus - 2.889 m
- Punta Giegn - 2.888 m
- Mont Bego - 2.873 m
- Mont Carboné - 2.873 m
- Guglia Grande della Lausa - 2.852 m
- Testa Tablasses - 2.851 m
- Caire Prefouns - 2.840 m
- Cim del Bal - 2.830 m
- Testa di Bresses Nord - 2.830 m
- Mont Ponset - 2.828 m
- Testa delle Portette - 2.821 m
- Punta Savina - 2.821 m
- Mont Mounier - 2.818 m
- Cim delle Lose - 2.813 m
- Cim de Pal - 2.812 m
- Mont Peiron - 2.796 m
- Tête du Basto Nord - 2.794 m
- Mont Neiglier - 2.786 m
- Mont Pélago - 2.768 m
- Testa dell'Autaret - 2.763 m
- Rocca dell'Abisso - 2.755 m
- Punta Maladecia - 2.745 m
- Mont dell'Aver - 2.745 m
- Testa Gias dei Laghi - 2.739 m
- Caire des Conques - 2.720 m
- Testa Rognosa della Guercia - 2.693 m
- Rocca di San Bernolfo - 2.681 m
- Mont Pépoiri - 2.674 m
- Mont Frisson - 2.637 m
- Rocca Soprana di San Giovanni - 2.628 m
- Punta dei Tre Comuni - 2.080 m
- Puy de Rent - 1.996 m

### Collades de muntanya
Les principals collades dels Alps Marítims són:
| Nom                       | Ubicació                                     | Tipus                                           | Elevació (m) |
| ------------------------- | -------------------------------------------- | ----------------------------------------------- | ------------ |
| Col de la Bonette         | Vall del riu Tinèa a Barcilona de Provença   | carretera                                       | 2802         |
| Col de Restefond          | Col de la Bonette a Barcilona de Provença    | carretera                                       | 2680         |
| Bassa di Druos            | Vall del riu Tinèa a Terme di Valdieri       | camí de ferradura                               | 2630         |
| Colle di Ciriegia         | Sant Martin de Lantosca a Terme di Valdieri  | camí de ferradura                               | 2551         |
| Col deis Granges Communes | Sant Estève de Tinèa a Barcilona de Provença | camí de ferradura                               | 2512         |
| Col de Pourriac           | Vall del riu Tinèa a L'Argentiera            | sendera                                         | 2506         |
| Colle di Guercia          | Vall del riu Tinèa a Vinai                   | sendera                                         | 2451         |
| Col de la Lombarde        | L'Isola a Vinai                              | carretera                                       | 2350         |
| Col de la Cayolle         | Vall del riu Var a Barcilona de Provença     | carretera                                       | 2327         |
| Col du Sabion             | Tenda a Vaudier                              | camí de ferradura                               | 2264         |
| Col d'Allos               | Vall del riu Verdon a Barcilona de Provença  | carretera                                       | 2250         |
| Col de Larche             | Barcilona de Provença a Cuneo                | carretera                                       | 1995         |
| Col de Tende              | Tenda a Cuneo                                | carretera, túnel de carretera, túnel ferroviari | 1873         |
| Col de Turini             | Vall del riu Vésubie a Sospèl                | carretera                                       | 1607         |

1. ↑  Entre parèntesis hi ha els codis SOIUSA dels supergrups, grups i subgrups.